# Vilafranca de Bonany
Vilafranca de Bonany (tiếng Tây Ban Nha: Villafranca de Bonany) là một đô thị trên đảo Mallorca, thuộc quần đảo Baleares, Tây Ban Nha.